# Août
Pour l’article homonyme, voir Août (homonymie).
juillet septembre
Août ou aout est le huitième mois des calendriers grégorien et julien, situé entre les mois de juillet et septembre. Dans l'hémisphère nord, le mois d'août fait partie en intégralité de la saison estivale, tandis que dans l'hémisphère sud, il s'agit de la saison hivernale.
Le mot « août » se prononce [u] ou [ut],,,. Il existe aussi d'autres prononciations au Canada, soit \u\, \aʊ\, et \a.ut\,.

Le rapport de 1990 sur les rectifications orthographiques recommande l'utilisation de la graphie « aout », sans accent circonflexe. Cependant, l'orthographe avec accent est prépondérante, et encore largement utilisée.

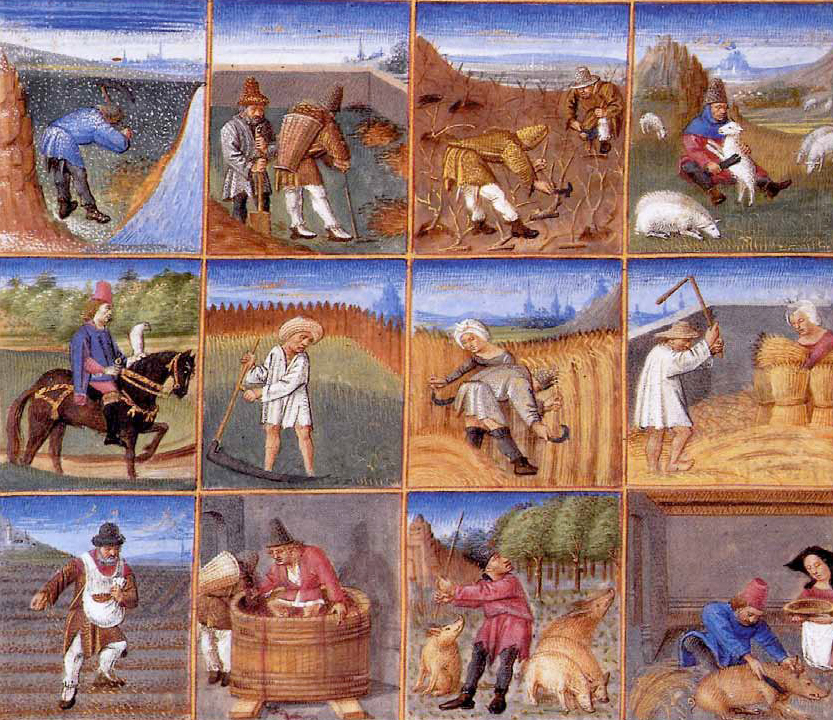
Dans le Ruralium commodorum opus de Pierre de Crescent, premier traité d’agriculture écrit depuis l’Antiquité, le mois d'août est symbolisé par le battage du blé au fléau.

## Historique
Son nom vient du latin Augustus, nom donné à ce mois en l'honneur de l'empereur romain Auguste en 8 av. J.-C. Avant lui, dans l'ancien calendrier romain, août était le sixième mois de l'année et portait le nom de sextilis (de sextus, sixième).

## Traditions et superstitions

### Traditions religieuses
Dans la religion catholique, le mois d'août est le mois du cœur immaculé de Marie, qui est intimement uni au Sacré-Cœur du Christ présent dans l'Eucharistie.
Parmi les Guanches des îles Canaries, le mois d'août a reçu au nom de Beñesmer ou Beñesmen, qui était également le festival de la récolte qui a eu lieu ce mois-ci,.

### Dictons du mois et interprétations
Ces dictons traditionnels, parfois discutables, ne traduisent une réalité que pour les pays tempérés de l'hémisphère nord : « s'il tonne en août, grande prospérité partout, mais des malades, beaucoup », « au mois d'août, femmes, retirez-vous », « quand l'août est bon, abondance en moisson », « fais provision de confiture en mai et août ».

## Divers
- De nombreuses voies, places ou sites de pays francophones contiennent une date du mois d'août dans leur nom. L'utilisation du nom du mois, sans date particulière, est plus rare : voir Août (odonymie).

- Ce mois a également donné son nom à l'aoûtat, une larve d'acarien provoquant des démangeaisons et allergies à cette période ; ou en fonction des régions, à des moustiques, libellules et autres insectes volants qui pullulent en fin de mois.

- En France, le substantif aoûtien [ausjɛ̃] désigne une personne prenant des vacances en août, par opposition à juillettiste, qui désigne celui ou celle qui prend ses vacances en juillet.

- C'est Jules César qui lui donne un 31e jour lorsqu'il crée le calendrier julien en -46. L'empereur Auguste le renommera d'après lui-même, mais l'idée — incorrecte — qu'il aurait ajouté une journée pour lui donner une durée comparable à juillet date de Sacrobosco, philosophe du XIIIe siècle[15].